# Крылов, Георгий Васильевич
Георгий Васильевич Крылов (род. 7 июля 1941, Чернышковский, Сталинградская область) — инженер, доктор технических наук (1987), профессор (1988), руководитель ООО «ТюменНИИгипрогаз» (1986—2009), председатель наблюдательного совета (2009-2012), с 2012 года — заместитель директора по науке, инновациям и развитию Западно-Сибирского инновационного центра. Академик Академии технологических наук (1994) и Академии инженерных наук (1992), академик Международной академии реальной экономики. Член научно-редакционного совета «Большой Тюменской энциклопедии» (2004 год).

## Годы учёбы
В 1961 году окончил Волгоградский нефтяной техникум. В 1969 году заочно окончил Московский институт нефтехимической и газовой промышленности им. И.М.Губкина по специальности «проектирование и эксплуатация газонефтепроводов, газохранилищ и нефтебаз», квалификация — инженер-механик.

## Работа в газовой отрасли
После окончания техникума Г. В. Крылов был направлен в Московское управление магистральных газопроводов Главгаза СССР (с 1963 года — Госгазпром, с 1965 года — Мингазпром СССР), где работал инженером и старшим инженером Привольненского районного управления магистральных газопроводов.
В 1966 году поступил в Краснотурьинское линейно-промысловое управление магистральных газопроводов производственного объединения «Тюментрансгаз», где последовательно занимал следующие должности: начальник цеха, главный инженер, начальник линейного управления. В 1978 году становится заместителем начальника по транспорту газа Всероссийского производственного объединения «Тюменгазпром» (позднее — Главтюменгазпром).
В 1986 году назначен генеральным директором научно-производственного объединения «Тюменьгазтехнология» (в 1989 году преобразовано в НПО «ТюменНИИгипрогаз» государственного газового концерна «Газпром» — правопреемника упраздненного Мингазпрома СССР, с 1994 года — дочернее предприятие, с 1999 года — ООО «ТюменНИИгипрогаз», АО «Газпром»). Был генеральным директором этих организаций, создававшихся в ходе структурных преобразований.
Был инициатором и идеологом формирования на базе института ТюменНИИгипрогаз научно-проектно-производственного комплекса, выполняющего полный цикл работ: от научных исследований до разработки проекта и изготовления оборудования. Принимал непосредственное участие в реализации крупнейших проектов в этой сфере.
С 2009 года — председатель наблюдательного совета Западно-Сибирского инновационного центра (г. Тюмень).

## Научная и изобретательская деятельность
Автор 47 изобретений и двух полезных моделей в области бурения, добычи, переработки и транспорта углеводородов. Автор более 130 научных трудов, включая 11 монографий, четыре учебника.

## Награды
- орден Трудового Красного Знамени
- орден «За честь и доблесть»
- медаль «За освоение недр и развитие нефтегазового комплекса Западной Сибири»
- юбилейная медаль «За доблестный труд (За воинскую доблесть). В ознаменование 100-летия со дня рождения Владимира Ильича Ленина»
- медаль «За трудовую доблесть»
- медаль «Александр Невский»
- нагрудные знаки «Ветеран труда газовой промышленности», «Отличник газовой промышленности»
- лауреат золотого знака «Горняк России».